# Westeinderplassen
De Westeinderplassen bij Aalsmeer maken deel uit van een veen- en plassengebied.

## Geschiedenis
De plassen, in de volksmond ook wel poelen genoemd, zijn ontstaan door het delven van veen voor het maken van turf. In vroeger eeuwen waren er rond Aalsmeer ook nog de Oosteinderpoel, Schinkelpoel, Stommeer, Hornmeer, Legmeer en het Haarlemmermeer. Op het Haarlemmermeer na waren al die meren ontstaan door afgraving. Door de vervening ontstond grondgebrek, dit werd al in de 17e eeuw bestreden door de veenplassen weer droog te leggen. In 1650 werd als eerste het Stommeer drooggemaakt en daarna in 1674 het Hornmeer.
In 1852 volgde het Haarlemmermeer, waarna ook de overige plassen werden ingepolderd. Alleen de Westeinderplassen bleven uiteindelijk over. De Westeinderplassen, die een oppervlakte van ruim 10 km² hebben, bestaan uit een grote plas en verschillende kleinere plassen. De plassen zijn met elkaar verbonden door een netwerk van kleine slootjes. Men kan er zwemmen, zeilen, windsurfen, roeien en motorbootvaren. Langs de oevers van de Westeinderplassen zijn zo'n 50 jachthavens. Ook zijn er recreatiegebieden, onder andere bij Vrouwentroost en Aalsmeer (bij de watertoren). Bij de recreatiegebieden zijn strandjes aangelegd. Van april tot en met oktober zijn er recreanten te vinden op en rond de Westeinderplassen. Via de Ringvaart (rond de Haarlemmermeer) zijn de Westeinderplassen verbonden met andere vaarten en plassen zoals de Kagerplassen en Nieuwe Meer.
In, op en rond de Westeinderplassen leven vissen, vogels en (zeldzame) planten. In de Westeinderplassen zwemt onder andere snoek, paling en de Europese meerval. Er was in 2022 nog één beroepsvisser actief op de Westeinderplassen.

## Eilandjes
In de plassen bevindt zich een aantal eilandjes die alleen per boot bereikbaar zijn, de meeste zijn particulier bezit. Het zijn restanten van de legakkers die bij het vervenen gebruikt zijn om de turf op te laten drogen. Op sommige worden aardbeien en seringen gekweekt, maar de meeste zijn in gebruik voor recreatie. Mensen plaatsten er - voordat het verboden werd - vaak een zomerhuisje; later werd er alleen dagrecreatie toegestaan. Enkele zijn eigendom van de scoutsverenigingen die ze met name gebruiken voor watergebonden dagactiviteiten. Naast de particuliere eilandjes zijn er enkele voor openbare recreatie - zoals het voormalige 'Starteiland' - waar tot in de jaren 1960 zeilwedstrijden startten. In die tijd was daar ook een danszaal.

## Westeinderloop
De jaarlijkse Westeinderloop wordt georganiseerd door  Atletiekvereniging Aalsmeer. Hoofdonderdeel is de 10 km-wedstrijd maar er kan aan deze 10 km ook recreatief worden meegedaan. Bijnummers zijn de 5 km en 1 km-kinderloop. De Westeinderloop vertrekt van de atletiekbaan en gaat voor een deel langs de Westeinderplassen.

## Vuurwerk en licht op het water
Eén keer per jaar, op de eerste zaterdagavond in september worden de Westeinderplassen door verlichte boten bevaren. De boot van de organisatie ligt in de buurt van het Topsvoortbos en is herkenbaar aan de grote verlichte leeuw. Alle boten stellen zich hierachter op, met de steven naar het westen.
De leidende boot geeft de te varen route en het tempo aan. Van het Topsvoortbos vertrekt de stoet en vaart eerst door het Zwet. Vervolgens gaat het rechtsaf de Ringvaart in. Bij de Aalsmeerderbrug keert de stoet en vaart richting Rijsenhout. Via het Balkengat gaat het linksaf de Grote Poel op en wordt koers gezet naar de verlichte Watertoren. Hier wordt voor anker gegaan om naar het vuurwerk te kijken.